# Fakulta potravinářské a biochemické technologie Vysoké školy chemicko-technologické v Praze
Fakulta potravinářské a biochemické technologie (FPBT) je jednou ze 4 fakult Vysoké školy chemicko-technologické v Praze (VŠCHT). FPBT navazuje na dlouhou historii, která sahá až do roku 1707, kdy byla založena škola pro vojenské inženýry.
Fakulta poskytuje studium jak v tříletých bakalářských studijních programech (Bc.), které připravují studenty k profesnímu zaměření, tedy k využití praktických dovedností ve zvoleném povolání, ale i k akademickému zaměření, tedy pro další studium v navazujícím magisterském studijním programu, tak právě v dvouletých navazujících magisterských studijních programech (Ing.). FPBT poskytuje též čtyřleté doktorské studijní programy (Ph.D.) zaměřené na samostatnou vědeckou, tvůrčí, resp. pedagogickou, činnost. Bakalářské studium je zde nabízeno ve čtyřech studijních programech, které jsou realizovány v příslušných studijních oborech, některé jsou nabízeny nejen v českém, ale též v anglickém jazyce. Navazující magisterské studium je zde nabízeno v 7 studijních programech, což je následně rovněž upřesněno v příslušných studijních oborech a rovněž jsou některé z nich nabízeny nejen v českém, ale i v anglickém jazyce. Doktorské studijní programy zde jsou pak poskytovány ve 4 studijních programech. Studium lze absolvovat buďto v prezenční, nebo v kombinované formě.

## Členění
Mimo běžných součástí fakulty, kterými jsou standardně akademický senát fakulty, vědecká rada fakulty, děkanát, pracoviště tajemníka, sekce proděkanů, studijní oddělení, provozní (hospodářské) oddělení, sekretariáty, disciplinární komise, se fakulta skládá z následujících pracovišť:
- Ústav biotechnologie
- Ústav biochemie a mikrobiologie
- Ústav sacharidů a cereálií
- Ústav mléka, tuků a kosmetiky
- Ústav analýzy potravin a výživy
- Ústav konzervace potravin
- Ústav chemie přírodních látek[4]

## Studijní programy a obory

### Bakalářské studijní programy a obory
- Forenzní analýza
  - Forenzní analýza
- Chemistry and Technology
  - Food and Biochemical Technology
  - Chemistry and Technology
- Potravinářská a biochemická technologie
  - Biochemie a biotechnologie
  - Chemie a analýza potravin
  - Technologie potravin
- Syntéza a výroba léčiv
  - Biotechnologie léčiv[5]

### Navazující magisterské studijní programy a obory
- Biochemie a biotechnologie
  - Biotechnologie
  - Mikrobiologie
  - Obecná a aplikovaná biochemie
- Forenzní analýza
  - Forenzní biologická analýza
- Chemie a analýza potravin
  - Chemie přírodních látek
  - Kvalita a bezpečnost potravin
- Chemistry and Technology
  - Biotechnology
- Klinická bioanalytika
  - Laboratorní metody a příprava léčivých přípravků
- Syntéza a výroba léčiv
  - Biotechnologie léčiv
- Technologie potravin
  - Technologie potravin[6]

### Doktorské studijní programy a obory
- Biochemie a biotechnologie
  - Biotechnologie
- Chemie a technologie potravin
  - Chemie a analýza potravin
  - Technologie potravin
- Chemie
  - Biochemie
  - Organická chemie
- Mikrobiologie
  - Mikrobiologie[7]

## Vedení fakulty
- doc. Ing. Aleš Rajchl, Ph.D. – děkan
- doc. Ing. Petra Lipovová, Ph.D. – proděkanka pro pedagogickou činnost
- doc. Ing. Jan Kyselka, Ph.D. – proděkan pro vědu a výzkum
- Ing. Monika Tomaniová, Ph.D. – proděkanka pro zahraniční styky a styk s praxí
- Ing. Zita Holík Purkrtová, Ph.D. – předsedkyně akademického senátu
- Mgr. Blanka Morchová – tajemnice